# Jean Denis Antoine Caucannier

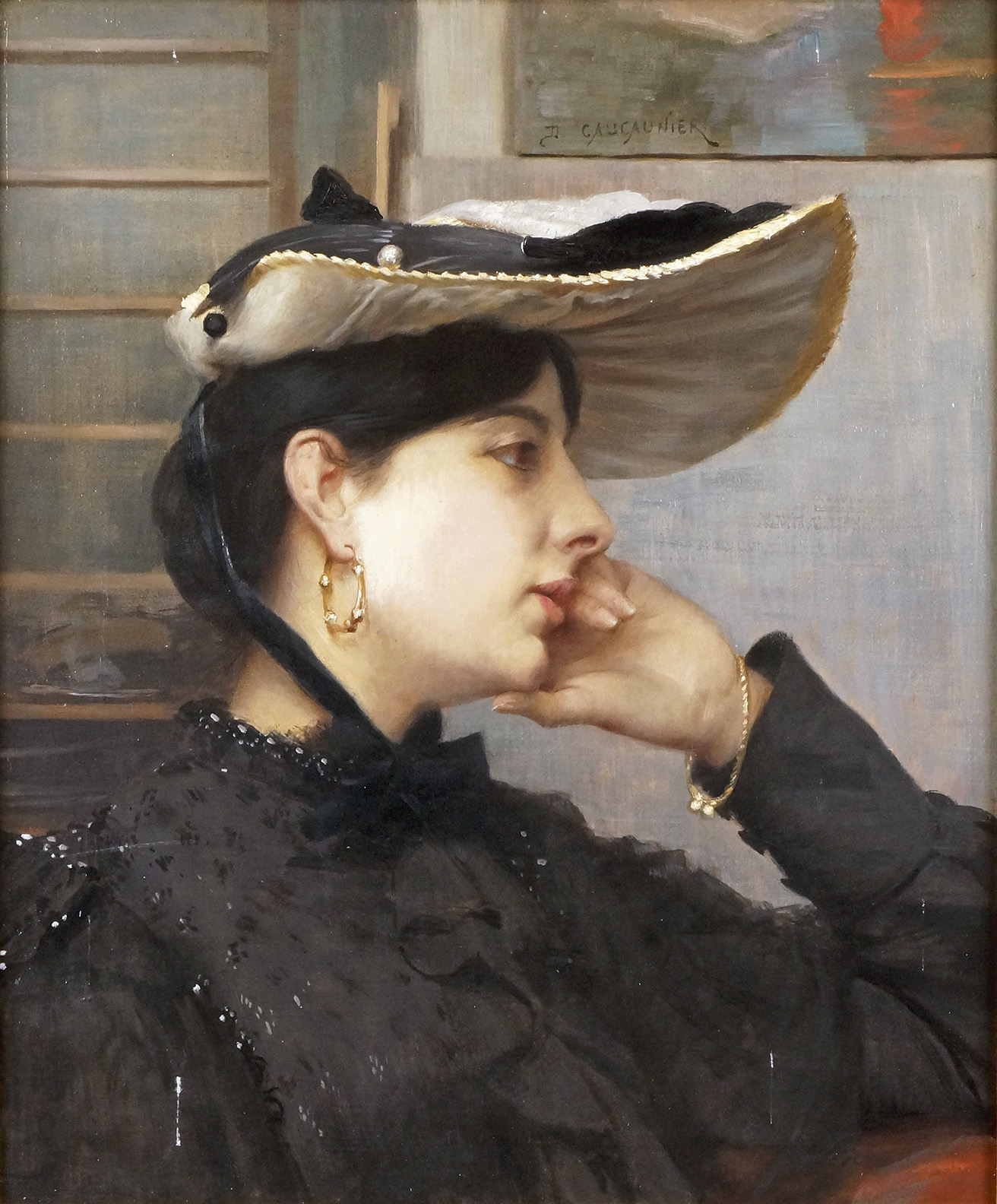
Porträt einer jungen Dame im Hut

Jean Denis Antoine Caucannier (* 1860 in Paris; † 1905) war ein französischer Genre- und Aktmaler.
Caucannier studierte bei Isidore Pils, Jules-Frédéric Ballavoine und Jules-Joseph Lefebvre. 
Im Zeitraum von 1880 bis 1905 stellte er seine Werke im Salon des artistes français aus. Caucannier wurde 1883 Mitglied der Société des Artistes Français. 